# 弗蘭西斯坎村 (加利福尼亞州埃爾多拉多縣)
弗蘭西斯坎村（英語：Franciscan Village）是位於美國加利福尼亞州埃爾多拉多縣的一個非建制地區。該地的面積和人口皆未知。

## 地理
弗蘭西斯坎村的座標為38°42′25″N 121°04′54″W / 38.70694°N 121.08167°W，而該地的平均海拔高度為220米（即722英尺）。